# 서은채
서은채(본명 서은미, 1987년 10월 6일 ~ )는 대한민국의 미스코리아 출신 배우이다.

## 프로필
- 출생 : 1987년 10월 6일 전라남도 광주시
- 신체 : 170cm, 50kg, 33-24-36
- 학력 : 영남대학교 한국회화과
- 수상 : 2009년 미스코리아 선(善), 2009년 미스코리아 대구 진(眞), 2009년 미스 인터내셔널 2위 & 포토제닉
- 취미 : 옷 리폼하기
- 특기 : 동양화

## 출연 작품

### 드라마
- 2011년 KBS2 TV소설 《복희 누나》 - 송은주 역
- 2013년 tvN 금토드라마 《응답하라 1994》 - 성나정의 영화동아리 선배 역
- 2014년 SBS 아침연속극 《청담동 스캔들》 - 남주나 역
- 2016년 iHQ DRAMA 수목드라마 《1%의 어떤 것》 - 한주희 역
- 2017년 MBC 주말드라마 《당신은 너무합니다》 - 유진 역
- 2018년 JTBC 월화드라마 《뷰티 인사이드》

### 영화
- 2011년 《통증》 - 간호사 역
- 2014년 《파이널리》 - 미연 역
- 2014년 《시선》 - 이하나 역
- 2018년 《게스트하우스》 - 주연 역
- 2023년 《안나푸르나》 - 은채 역

### 예능
- 2010년 MBC 《꿀단지》

### MV
- 2011년 민경훈 - She

## 같이 보기
- 2009년 미스코리아
- 미스코리아 대구
- 미스 인터내셔널